# Smulți
Smulți es una comuna ubicada en el distrito de Galați, Rumania.

## Superficie
Posee una superficie de 55,63 kilómetros cuadrados.

## Demografía
Hasta 2021 la población era de 1296 habitantes, con una densidad de población de 23,30 habitantes por kilómetro cuadrado.